# Seth Gabel
Seth Gabel (Hollywood, 3 de outubro de 1981) é um ator estadunidense, mais conhecido por interpretar Jeremy Darling em Dirty Sexy Money, Lincoln Lee em Fringe, e Cotton Mather em Salem.

## Vida pessoal
Seth nasceu em Hollywood (Flórida) e é judeu. Tem ascendência judaica Asquenaze em ambos os lados de sua família. Foi criado sob o sobrenome italiano "Cosentino", de seu padrasto, que o adotou. É um sobrinho-neto do ator Martin Gabel.
Formou-se em 2009 na University School of Nova Southeastern University, em Davie (Flórida), e na Universidade de Nova Iorque.
Conheceu a atriz Bryce Dallas Howard na Universidade de Nova Iorque, e eles namoraram por cinco anos antes de se casarem no dia 17 de junho de 2006, em Greenwich (Connecticut). Eles têm dois filhos: Theodore Norman Howard-Gabel (nascido em 16 de fevereiro de 2007) e  Beatrice Jean Howard-Gabel (nascida em 19 de janeiro de 2011).

## Filmografia

### Cinema
| Ano  | Título               | Papel                | Notas          |
| ---- | -------------------- | -------------------- | -------------- |
| 2001 | A Beautiful Mind     | Estudante de Harvard |                |
| 2002 | Tadpole              | Mike                 |                |
| 2006 | The Da Vinci Code    | Michael              |                |
| 2008 | Good Dick            | Homem beijando       |                |
| 2009 | Jerry                | Amigo de Jerry #2    | Curta-metragem |
| 2010 | Jonah Hex            | Orientador           |                |
| 2011 | Take Me Home Tonight | Brent                |                |
| 2012 | Allegiance           | Tenente Danny Sefton |                |
| 2015 | Solemates            | Cara                 | Curta-metragem |
| 2015 | Forever              | Luke                 |                |
| 2016 | Hyperthermia         | Stephen              | Curta-metragem |
| 2016 | St. Jude's Crossing  | Michael              | Curta-metragem |

### Televisão
| Ano       | Título                            | Papel                            | Notas                                 |
| --------- | --------------------------------- | -------------------------------- | ------------------------------------- |
| 1998      | Unsolved Mysteries                | Testemunha do Skunk Ape          | Episódio: "10.5"                      |
| 2002      | 100 Centre Street                 | James Bass                       | Episódio: "It's About Love"           |
| 2002      | Sex and the City                  | Doce Jovem Marinheiro            | Episódio: "Anchors Away"              |
| 2003      | The Lyon's Den                    | Beau Van Hessche                 | Episódio: "Beach House"               |
| 2004      | The Division                      | Mikhail Ominsky                  | Episódio: "Acts of Desperation"       |
| 2004      | Nip/Tuck                          | Adrian Moore                     | 5 episódios                           |
| 2004–2010 | CSI: Crime Scene Investigation    | Gavin 'Rex' Layne / Larry Colton | 2 episódios                           |
| 2005      | Law & Order: Special Victims Unit | Garrett Perle                    | Episódio: "Game"                      |
| 2005      | The Closer                        | Nikolai Koslov                   | Episódio: "The Big Picture"           |
| 2006      | Beyond                            | David Wuhlman                    | Telefilme                             |
| 2007-2009 | Dirty Sexy Money                  | Jeremy Darling                   | 23 episódios                          |
| 2010–2013 | Fringe                            | Lincoln Lee                      | 34 episódios                          |
| 2010      | United States of Tara             | Zach                             | 4 episódios                           |
| 2013      | Arrow                             | O Conde / Cecil Adams            | 3 episódios                           |
| 2013      | Ironside                          | Buddy Rovner                     | Episódio: "Action"                    |
| 2013      | Gothica                           | Roderick Usher                   | Telefilme                             |
| 2014-2017 | Salem                             | Cotton Mather                    | 36 episódios                          |
| 2015-2016 | American Horror Story: Hotel      | Jeffrey Dahmer                   | 2 episódios                           |
| 2017      | Genius: Einstein                  | Michele Besso                    | 6 episódios                           |
| 2018      | Genius: Picasso                   | Guillaume Apollinaire            | 5 episódios                           |
| 2019      | Billions                          | John Rice                        | Episódio: "A Proper Sendoff"          |
| 2022-2023 | American Horror Stories           | Pastor Walter / Guy Brubaker     | 2 episódios                           |
| 2022-2023 | Big Sky                           | Walter                           | 12 episódios                          |
| 2022      | The Watcher                       | Andrew Pierce                    | 4 episódios                           |
| 2023      | The Mandalorian                   | Droid barman (voz)               | Episódio: "Chapter 22: Guns for Hire" |
| 2025      | The Rookie                        | Liam Glasser                     | 3 episódios                           |

### Video game
| Ano  | Título   | Papel   |
| ---- | -------- | ------- |
| 2021 | Maquette | Michael |

## Prêmios & indicações
| Ano  | Prêmio         | Categoria                                               | Trabalho | Resultado |
| ---- | -------------- | ------------------------------------------------------- | -------- | --------- |
| 2010 | Prêmio Saturno | Saturn Award for Best Guest Starring Role on Television | Fringe   | Indicado  |